# Gosses des bas-fonds
Pour les articles homonymes, voir Bloodhounds of Broadway.
Pour plus de détails, voir Fiche technique et Distribution.

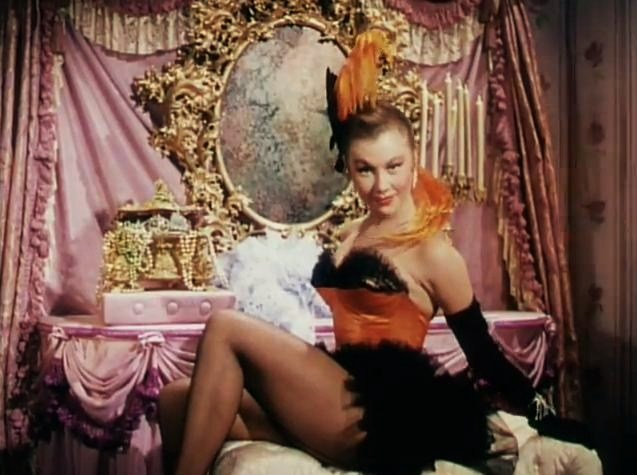
Mitzi Gaynor

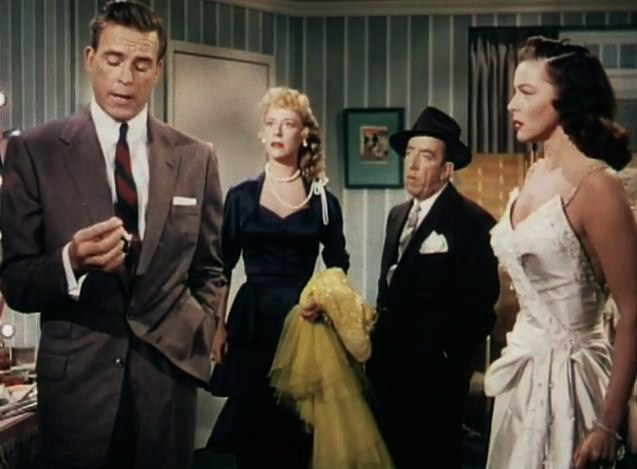
De g. à d. : Scott Brady, Mitzi Green, Wally Vernon et Marguerite Chapman

Gosses des bas-fonds (titre original : Bloodhounds of Broadway) est un film musical américain réalisé par Harmon Jones, sorti en 1952.

## Synopsis
Bookmaker à New York, Robert « Numbers » Foster fuit les ennuis après avoir dénoncé certaines pratiques illégales. De passage en Géorgie, il rencontre Emily Ann Stackerlee qui voudrait faire carrière comme chanteuse et danseuse à Broadway. Il la ramène à New York et lui obtient un emploi dans une boîte de nuit. Flirtant avec elle, il attise la jalousie de son amie Yvonne Dugan.

## Fiche technique
- Titre : Gosses des bas-fonds
- Titre original : Bloodhounds of Broadway
- Réalisation : Harmon Jones
- Scénario : Sy Gomberg et Albert Mannheimer, d'après une histoire de Damon Runyon
- Photographie : Edward Cronjager
- Montage : George A. Jittens
- Musique : Lionel Newman, Leigh Harline (non crédité)
- Direction musicale : Lionel Newman
- Musique additionnelle : Leigh Harline (non crédité)
- Direction artistique : J. Russell Spencer et Lyle R. Wheeler
- Décors : Thomas Little et Fred J. Rode
- Costumes : Travilla, Charles Le Maire et Sam Benson
- Producteur : George Jessel
- Société de production : 20th Century Fox
- Société de distribution : 20th Century Fox
- Pays de production :  États-Unis
- Langue : Anglais américain
- Format : Couleur (Technicolor) — 35 mm — 1,37:1 — Son : Mono (Western Electric Recording)
- Genre : comédie, Film musical
- Durée : 90 minutes (1 h 30)
- Date de sortie 
  - États-Unis : 14 novembre 1952 (première à New York)

## Distribution
- Mitzi Gaynor : Emily Ann Stackerlee
- Scott Brady : Robert « Numbers » Foster
- Mitzi Green : « 52nd Tessie » Sammis
- Marguerite Chapman : Yvonne Dugan
- Michael O'Shea : Inspecteur McNamara
- Wally Vernon : Harry « Poorly » Sammis
- Henry Slate : Dave « the Dude »
- George E. Stone : « Ropes » McGonigle
- Edwin Max : Louie Larchment
- Richard Allan : Charlie

Et, parmi les acteurs non crédités :
- Charles Bronson : Phil Green « Pittsburgh Philo »
- Timothy Carey : « Crockett Pace »
- Henry Corden : Selly Bennett
- Mabel Paige : Madame Moana
- Mary Wickes : Une femme à la blanchisserie

## Galerie photos

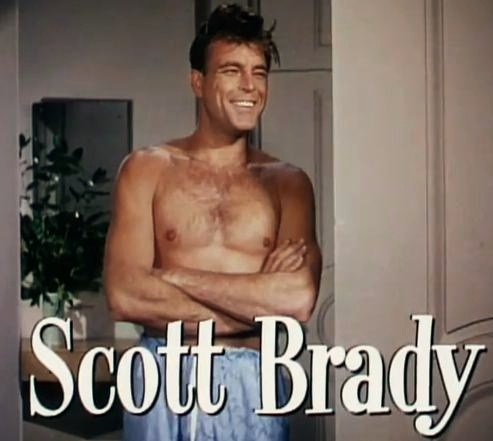
Scott Brady
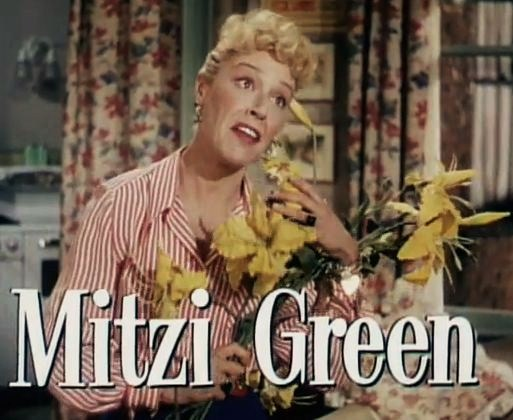
Mitzi Green
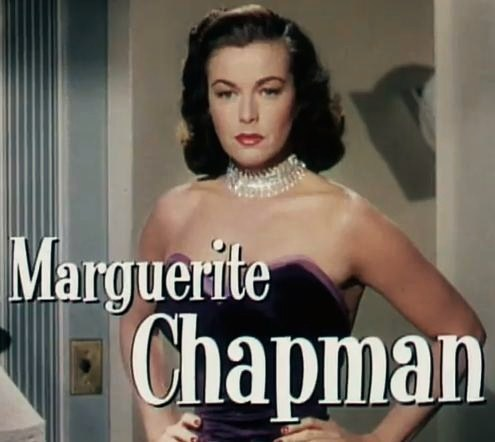
Marguerite Chapman
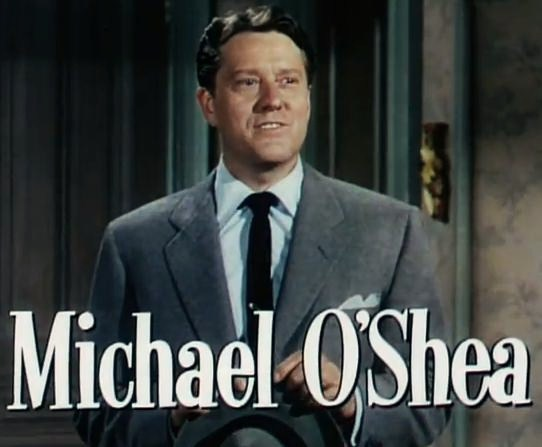
Michael O'Shea
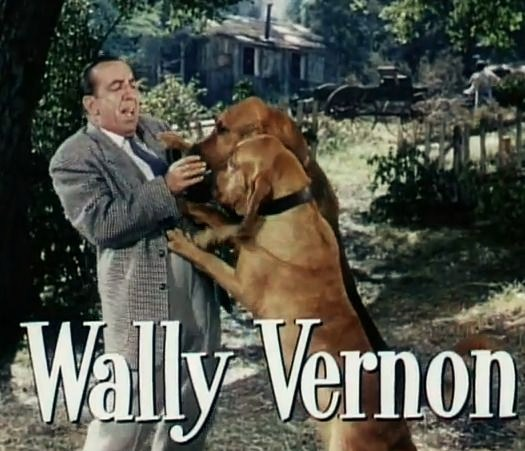
Wally Vernon